# Щелканова, Татьяна Сергеевна
Татья́на Серге́евна Щелка́нова (18 апреля 1937, Ейск, СССР — 24 ноября 2011, Санкт-Петербург, Россия) — советская легкоатлетка, бронзовый призёр Олимпийских игр. Заслуженный мастер спорта СССР (1963), экс-рекордсменка мира в прыжках в длину.

## Карьера
На Олимпиаде в Токио в 1964 году Татьяна Щелканова выиграла бронзовую медаль, уступив польке Ирене Шевиньской и британке Мэри Рэнд.
Четыре раза выигрывала матчи СССР — США. Чемпионка Европы на открытом воздухе и в помещении, пятикратная победительница Универсиады. Семикратная чемпионка СССР. Три раза устанавливала мировой рекорд.